# Bisauli
Bisauli är en ort i Indien.   Den ligger i distriktet Budaun och delstaten Uttar Pradesh, i den norra delen av landet, 170 km öster om huvudstaden New Delhi. Bisauli ligger 185 meter över havet och antalet invånare är 32 154.
Terrängen runt Bisauli är mycket platt. Runt Bisauli är det tätbefolkat, med 683 invånare per kvadratkilometer. Bisauli är det största samhället i trakten. Trakten runt Bisauli består till största delen av jordbruksmark.